# Draba talassica
Draba talassica là một loài thực vật có hoa trong họ Cải. Loài này được Pohle mô tả khoa học đầu tiên năm 1914.